# Kungshallen

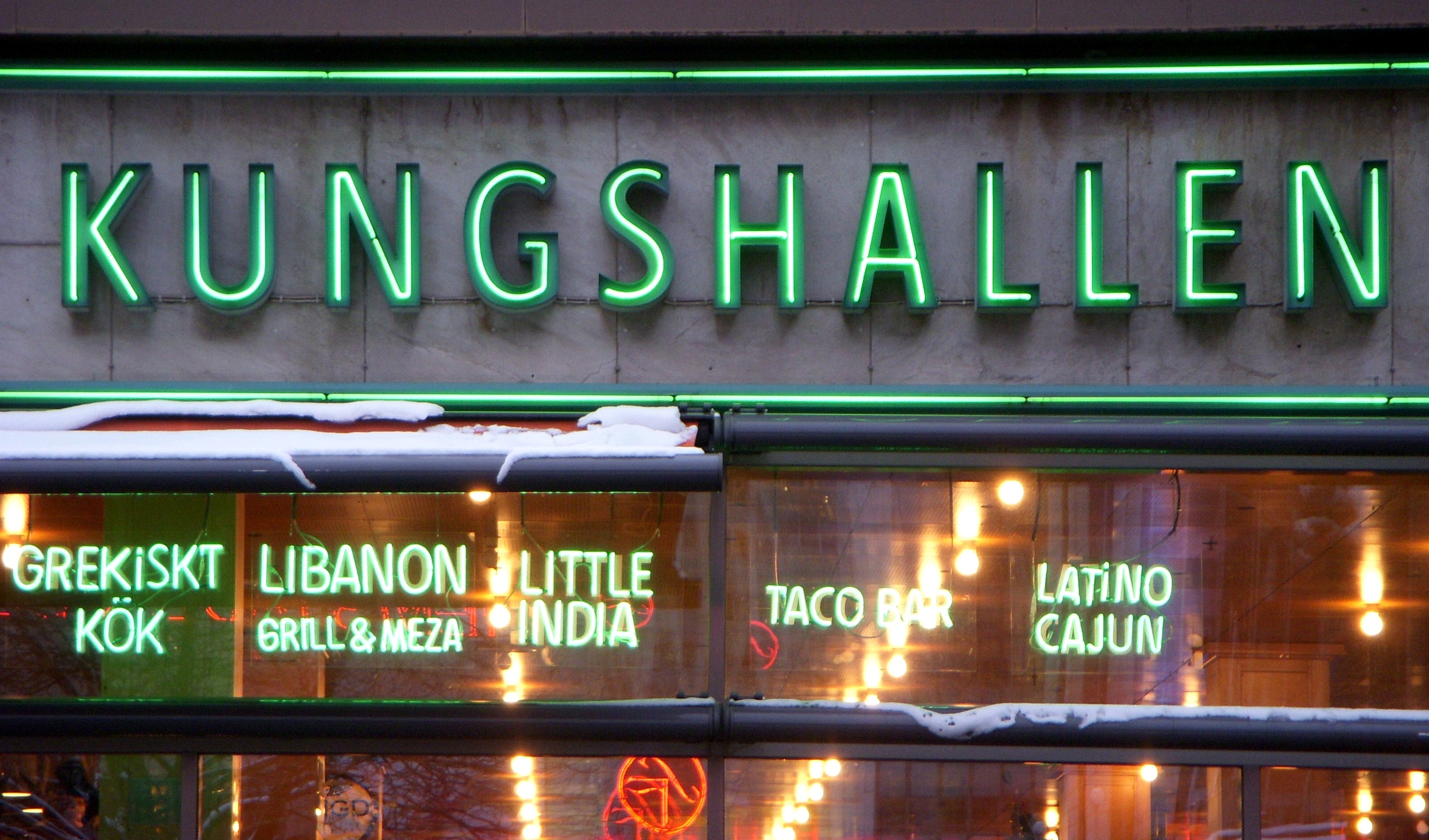
Kungshallens neonskylt, december 2010.

Kungshallen (fastigheten Tranhuvudet 8) i Stockholm, tidigare kallad Tempohuset, är en kulturhistoriskt värdefull byggnad i stadsdelen Norrmalm med adress Kungsgatan 44. Fastigheten är grönmärkt av Stadsmuseet i Stockholm vilket innebär "särskilt värdefull från historisk, kulturhistorisk, miljömässig eller konstnärlig synpunkt".

## Historik
Tempohuset byggdes åren 1936 till 1937 efter ritningar av arkitekt Edvard Bernhard på uppdrag av Åhlén & Holm. Byggnaden planerades ursprungligen som ett stort affärs- och kontorshus med en överbyggnad av Apelbergsgatan, men bara en del utfördes. Namnet härrör från det Tempovaruhus som fanns i byggnaden. Bernhard gestaltade huset i funktionalismens formspråk med avtrappande övervåningar. De två nedre våningarna är terrasserade och framskjutna mot Hötorget. Det främre partiet mot Kungsgatan var avsett att rivas vid en eventuell breddning av Kungsgatan. Fasaden fick sin lätthet genom anordnandet av röda markiser över fönstren och fönsterbröstningarna nyttjades som plats för ljusreklam. Numera är markiserna rödorange, som gör fasaden och byggnaden till ett välkänt inslag i stadsbilden vid Hötorget.
Åhléns ägde fastigheten vid Hötorget fram till 1950-talet. Stockholms stad bytte då Hötorgsfastigheten mot den fastighet där Åhléns City numera finns. Båda parter ansåg sig ha gjort en god affär, Stockholms stad erhöll en byggnad med ett högre värde och Åhléns fick en fastighet precis ovanför tunnelbaneknutpunkten T-Centralen och nära Stockholms centralstation.
Under 1980-talet byggdes huset om och innehöll saluhall och diverse restauranger. Nuvarande Kungshallen öppnade den 1 december 1995 och erbjuder 15 internationella restauranger i två plan. De övriga våningarna innehåller kontorslokaler.

## Bilder

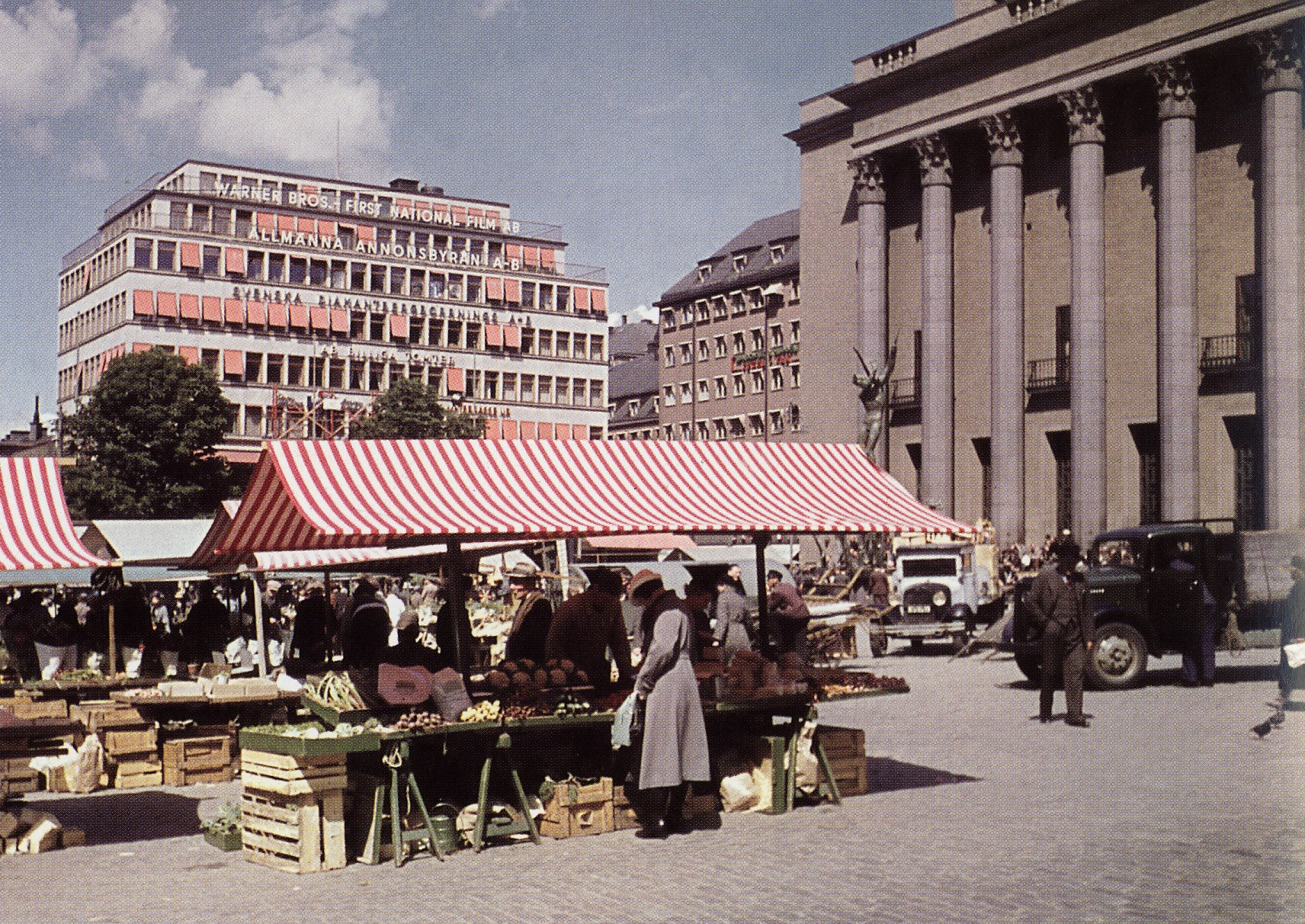
Hötorget och nyöppnade Tempohuset 1937
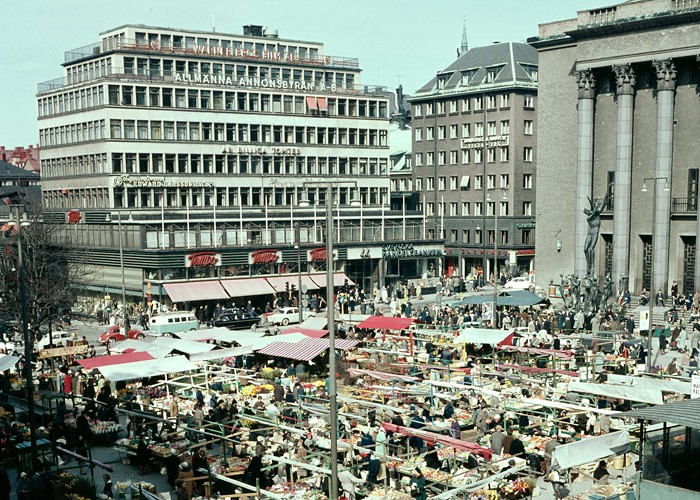
Hötorget och Tempohuset 1962
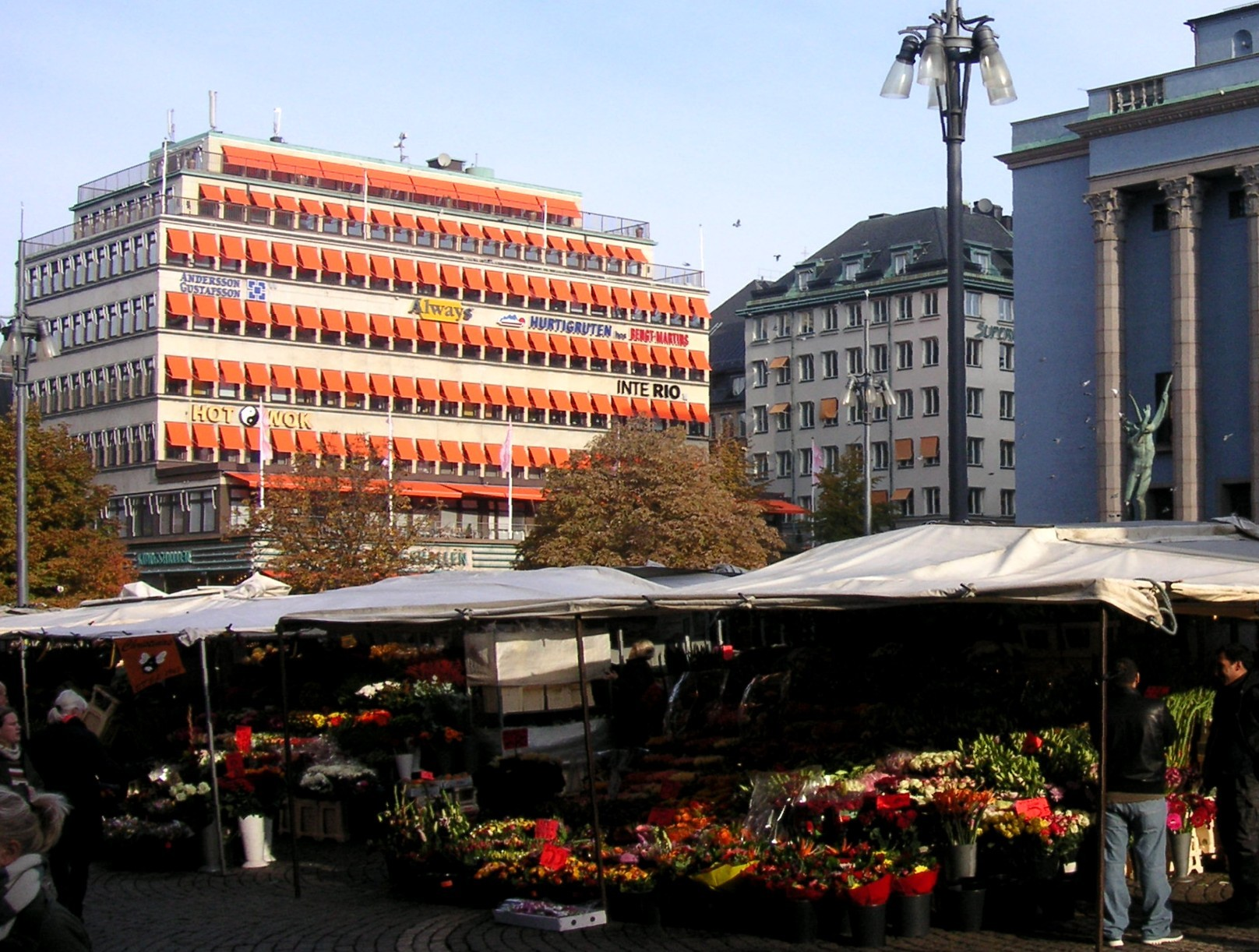
Hötorget och Kungshallen 2007
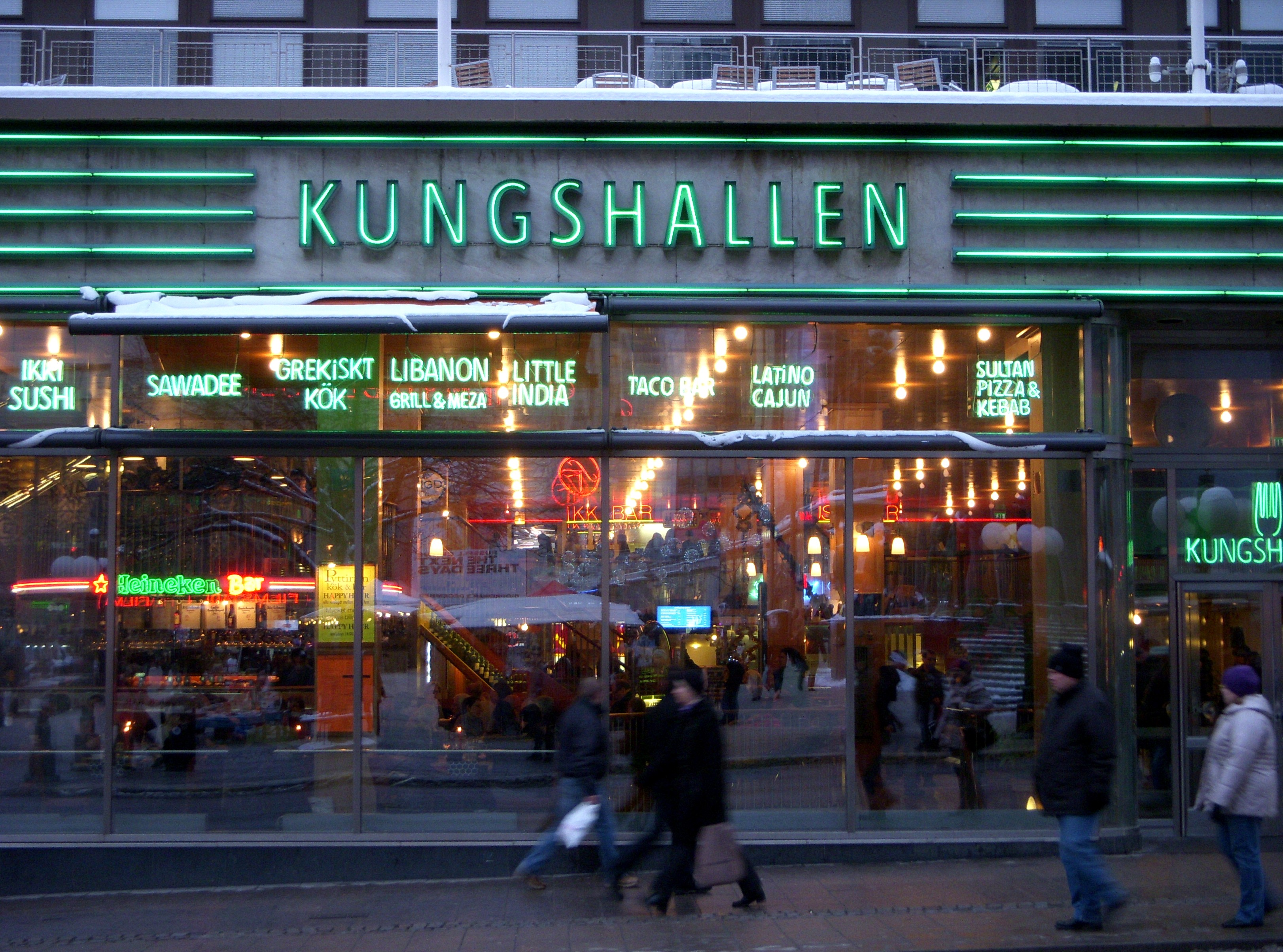
Entrén till Kungshallen 2010